# Jenny Beavan
Jenny Beavan (Londra, 15 novembre 1950) è una costumista britannica, vincitrice dell'Oscar ai migliori costumi nel 1987 per Camera con vista, nel 2016 per Mad Max: Fury Road e nel 2022 per Crudelia.

## Filmografia parziale
- Jane Austen a Manhattan (Jane Austen in Manhattan), regia di James Ivory (1980)
- I bostoniani (The Bostonians), regia di James Ivory (1984)
- Camera con vista (A Room with a View), regia di James Ivory (1986)
- Maurice, regia di James Ivory (1987)
- Le montagne della luna (Mountains of the Moon), regia di Bob Rafelson (1990)
- Chopin amore mio (Impromptu), regia di James Lapine (1991)
- Casa Howard (Howards End), regia di James Ivory (1992)
- Swing Kids - Giovani ribelli (Swing Kids), regia di Thomas Carter (1993)
- Quel che resta del giorno (The Remains of the Day), regia di James Ivory (1993)
- Black Beauty, regia di Caroline Thompson (1994)
- Jefferson in Paris, regia di James Ivory (1995)
- Ragione e sentimento (Sense and Sensibility), regia di Ang Lee (1995)
- Jane Eyre, regia di Franco Zeffirelli (1996)
- Metroland, regia di Philip Saville (1997)
- Un tè con Mussolini (Tea with Mussolini), regia di Franco Zeffirelli (1999)
- Anna and the King, regia di Andy Tennant (1999)
- Gosford Park, regia di Robert Altman (2001)
- Possession - Una storia romantica (Possession), regia di Neil LaBute (2002)
- Timeline - Ai confini del tempo (Timeline), regia di Richard Donner (2003)
- Alexander, regia di Oliver Stone (2004)
- Casanova, regia di Lasse Hallström (2005)
- Black Dahlia (The Black Dahlia), regia di Brian De Palma (2006)
- Amazing Grace, regia di Michael Apted (2006)
- Defiance - I giorni del coraggio (Defiance), regia di Edward Zwick (2008)
- Sherlock Holmes, regia di Guy Ritchie (2009)
- Il discorso del re (The King's Speech), regia di Tom Hooper (2010)
- Sherlock Holmes - Gioco di ombre (Sherlock Holmes: A Game of Shadows), regia di Guy Ritchie (2011)
- Mad Max: Fury Road, regia di George Miller (2015)
- Child 44 - Il bambino n. 44 (Child 44), regia di Daniel Espinosa (2015)
- Ritorno al Bosco dei 100 Acri (Christopher Robin), regia di Marc Forster (2018)
- Lo schiaccianoci e i quattro regni (The Nutcracker and the Four Realms), regia di Lasse Hallström e Joe Johnston (2018)
- Dolittle, regia di Stephen Gaghan (2020)
- Crudelia (Cruella), regia di Craig Gillespie (2021)
- La signora Harris va a Parigi (Mrs. Harris Goes to Paris), regia di Anthony Fabian (2022)
- Furiosa: A Mad Max Saga, regia di George Miller (2024)
- Wonder: White Bird (White Bird: A Wonder Story), regia di Marc Forster (2024)

## Riconoscimenti
- Premio Oscar
  - 1985 – Candidatura per i migliori costumi (con John Bright) per I bostoniani
  - 1987 – Migliori costumi (con John Bright) per Camera con vista
  - 1988 – Candidatura per i migliori costumi (con John Bright) per Maurice
  - 1993 – Candidatura per i migliori costumi (con John Bright) per Casa Howard
  - 1994 – Candidatura per i migliori costumi (con John Bright) per Quel che resta del giorno
  - 1996 – Candidatura per i migliori costumi (con John Bright) per Ragione e sentimento
  - 2000 – Candidatura per i migliori costumi per Anna and the King
  - 2002 – Candidatura per i migliori costumi per Gosford Park
  - 2011 – Candidatura per i migliori costumi per Il discorso del re
  - 2016 – Migliori costumi per Mad Max: Fury Road
  - 2022 – Migliori costumi per Crudelia
  - 2023 – Candidatura per i migliori costumi per La signora Harris va a Parigi

- Premio BAFTA
  - 1985 – Candidatura per i migliori costumi (con John Bright) per I bostoniani
  - 1987 – Migliori costumi (con John Bright) per Camera con vista
  - 1993 – Candidatura per i migliori costumi (con John Bright) per Casa Howard
  - 1996 – Candidatura per i migliori costumi (con John Bright) per Ragione e sentimento
  - 2000 – Candidatura per i migliori costumi (con Anna Anni e Alberto Spiazzi) per Un tè con Mussolini
  - 2002 – Migliori costumi per Gosford Park
  - 2011 – Candidatura per i migliori costumi per Il discorso del re
  - 2016 – Migliori costumi per Mad Max: Fury Road
  - 2022 – Migliori costumi per Crudelia
  - 2023 – Candidatura per i migliori costumi per La signora Harris va a Parigi

- David di Donatello
  - 1996 – Miglior costumista per Jane Eyre